# Bönekerskapelle

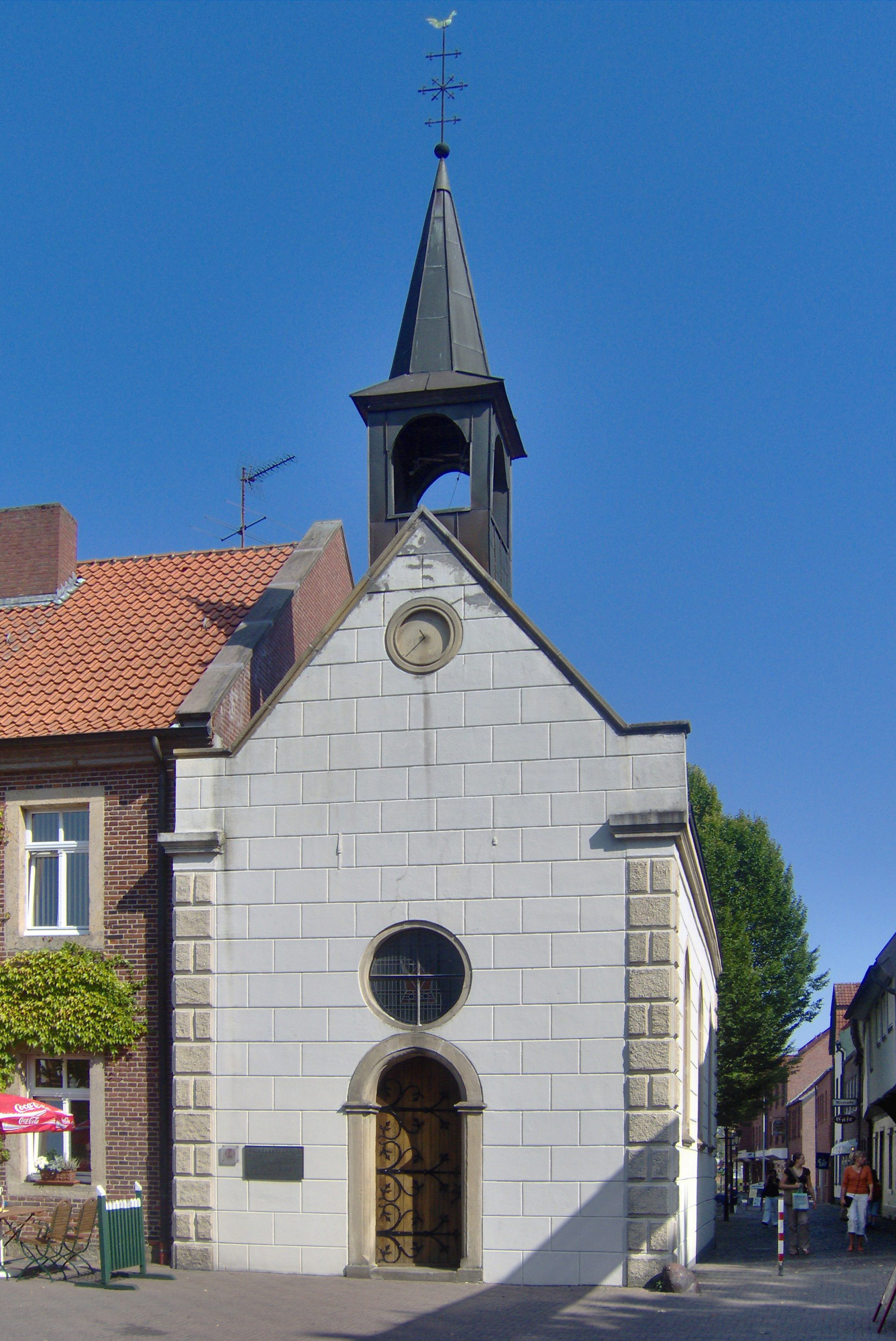
Bönekerskapelle, Westansicht

Die Bönekerskapelle (eigentlich Kapelle Beata Mariae Virginis) ist die ehemalige Kapelle des Neuen Hospitals zum Hl. Geist in Rheine. Von dem zum Ende des 15. Jahrhunderts erbauten Hospitalbau ist seit seinem Abbruch wegen Baufälligkeit im Jahr 1841 nichts mehr zu sehen. Die Kapelle war hingegen so solide gebaut, dass sie nach einer Instandsetzung wieder ihrer Funktion als Gotteshaus übergeben werden konnte und (dank einiger weiterer Renovierungen) die Zeiten bis in die Gegenwart überstanden hat. Sie ist heute, seit der Fusion aller ursprünglich selbstständigen Pfarreien links der Ems im Jahr 2013 eine von sechs Kirchen und Kapellen der Pfarrei Sankt Dionysius. Darüber hinaus ist das Gebäude seit 1982 Teil der Liste der Baudenkmäler in Rheine. Es stellt ein letztes Beispiel vorindustrieller Sozialeinrichtungen der Stadt Rheine dar. Seinen heutigen Namen Bönekerskapelle erhielt das Kirchlein durch den seit 1682 angestellten, ersten Verwalter des Neuen Hospitals zum Hl. Geist, Vikar Bernhard Böneker. Die Kapelle ist gegenwärtig täglich von 9:00–18:00 für Besucher geöffnet.

## Geschichte

### Anlass für den Bau
Ein Hospital der Zeit um 1500 hatte eine andere Funktion als eine Einrichtung gleichen Titels heutzutage. Als ein zu der Zeit bedeutender Rheinenser Bürger zum Weihnachtsfest des Jahres 1484 testamentarisch anordnete, dass ein Teil seines Vermögens zur Stiftung eines Hospitals verwandt werden sollte, so ging es ihm hierbei um ein Haus, welches mittellose, alte und erwerbsunfähige Bürger aufnehmen sollte. Der Begriff hospitium also in seiner ursprünglichen Bedeutung für  Gastfreundschaft. Es stellte in der Stadt den Nachfolgebau eines alten Hospitals dar, dessen Patronat die Neustiftung nun übernahm: Neues Hospital zum Heiligen Geist. In Erinnerung an das mittlerweile verschwundene Hospital heißt der Platz, den das Stift zum Teil einnahm, noch heute Heilig-Geist-Platz. Wie üblich war einer Einrichtung wie dieser eine Priesterstelle mitsamt dem dazugehörigen Gotteshaus zugeordnet. In diesem Fall stand die Kapelle unter dem Patronat Beata Mariae Virginis, war also der Hl. Jungfrau Maria geweiht. Dieses Patronat sorgte dafür, dass das Hospital von der Bevölkerung im Laufe der Zeit Marienstift genannt wurde, die Kapelle hingegen nach ihrem verdienstvollen ersten Vikar Bönekerskapelle.
Der Bau des Stiftsgebäudes gelang recht schnell: es war im Jahr 1683 bezugsfertig, wohingegen die Errichtung der Kapelle sich mit der Vollendung aller Details im Inneren und am Äußeren bis in das Jahr 1689 zog. Zwar fand die Altarweihe und damit die offizielle Inbetriebnahme des Kirchleins bereits 1685 statt, jedoch wurde an der Außengestaltung (Bossieren, Putz etc.) noch länger gearbeitet. Auch der Dachreiter und die Uhr waren zu diesem Zeitpunkt noch unvollendet. Erst im Jahr 1687 waren auch diese Arbeiten abgeschlossen. Ganz zum Schluss der Bauperiode schaffte man noch passende Bänke für den Innenraum an und die Kapelle konnte letztendlich ihrer Funktion übergeben werden.
In ihrer Mischung von aus Barock, der Renaissance und vor allem der Gotik übernommenen Stilelementen stellt die Kapelle ein typisches Beispiel der in Westfalen beheimateten Nachgotik dar. Diese Art des Rückgriffs auf die vorreformatorische gotische Formensprache möchte als bewusster Gegenpol zum Protestantismus verstanden werden und ist somit ein in Stein gebautes Zeichen der Gegenreformation in Nordwestdeutschland. Das nächstliegende Beispiel dieser Strömung stellt die Pfarrkirche St. Ludgerus in Elte dar. Stilistische Ähnlichkeiten lassen sogar vermuten, dass hier zum Teil die gleichen Bauhandwerker, Künstler oder gar derselbe Baumeister am Werk waren.
Die Stadt hätte dieses Kleinod beinahe verloren, als im Jahr 1974 beschlossen wurde, die Kapelle zugunsten eines mehrgeschossigen Geschäftshauses niederzulegen. Aufgrund der Initiative verschiedener Gruppierungen und engagierter Bürger konnte dies verhindert werden. Anstatt des Abbruchs folgte somit in den Jahren 1982–83 eine grundlegende Sanierung und Renovierung des Gebäudes. Heute wird die Kapelle von den Kirchengemeinden gern als Ort für Friedensgebete oder Mittags-Andachten genutzt, den Rheinensern ist sie ein Ruhe-Ort inmitten des manchmal recht geschäftigen Markttreibens am Rande der Innenstadt.

### Der Stifter

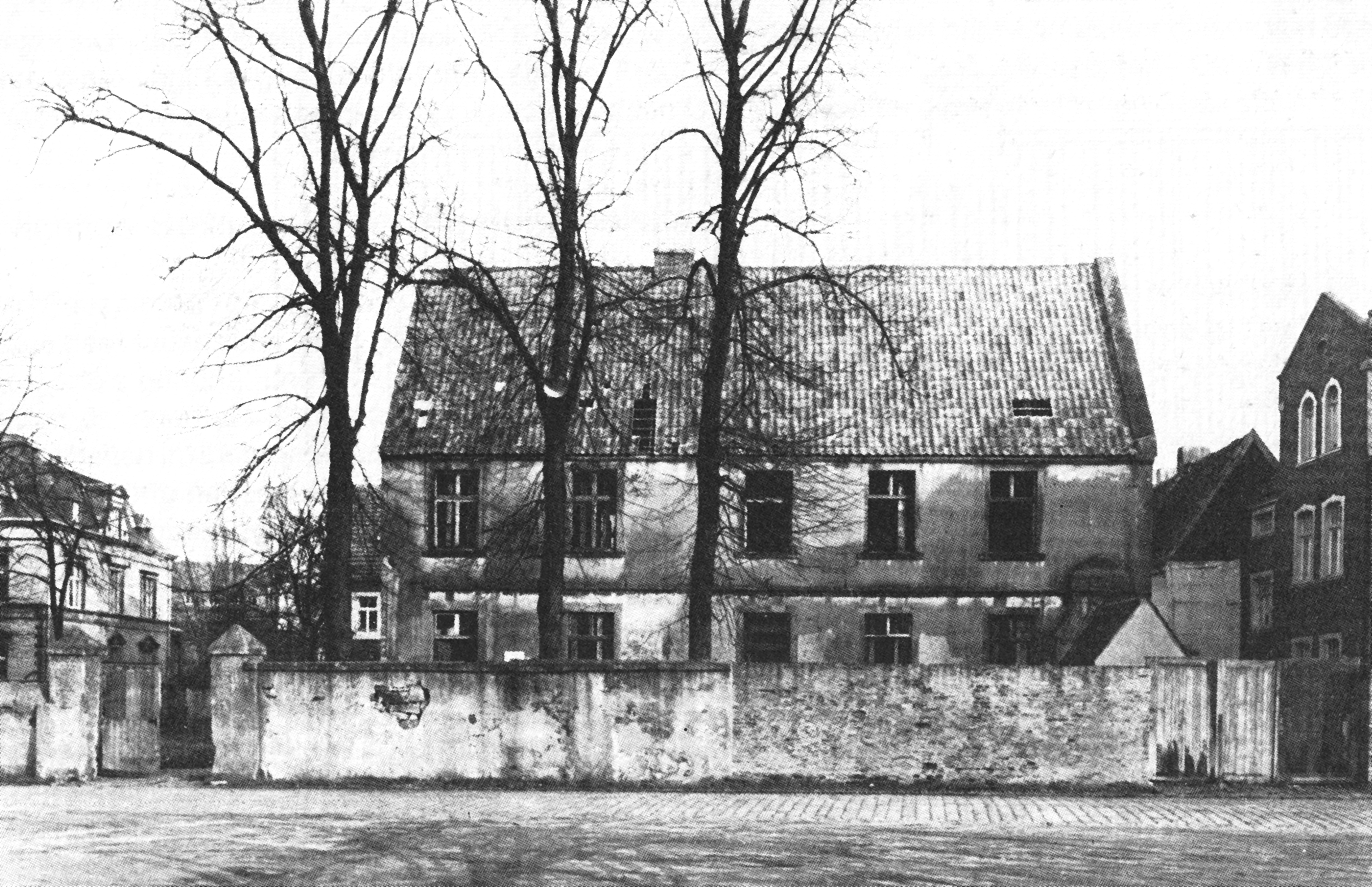
Der Staelsche Hof, der hier die Sicht auf die Kapelle verstellt, kurz vor seinem lang diskutierten Abbruch im Jahr 1957

Beim Stifter handelte es sich um den fürstbischöflich münsterschen Drosten und Gografen Johannes von Grüter (* 1425, † 1487). Kraft seines Titels war er in vielerlei Belangen der Vertreter des Landesherren (vergleichbar heute mit einem Regierungspräsidenten oder Landrat). Er erfüllte außerdem die Funktion eines Richters. Seine Bedeutung für die Stadt dokumentiert sich unter anderem in der Tatsache, dass Grüter als eine von vier für die Stadtgeschichte wichtigen Personen noch zum Anfang des 20. Jahrhunderts am Vierungsturm der St. Antonius Basilika in Rheine neben herausragenden Persönlichkeiten wie Karl dem Großen, Bischof Bernhard von Galen und Bischof Ludwig II. in Form einer Porträt-Figur verewigt wurde. Des Weiteren ist eine Schule in Rheine (Förderschule für Schüler mit besonderen Bedürfnissen) nach ihm benannt. Der Baugrund des neuen Hospitals lag im Garten des Grüterschen Burgmannshofes (später umbenannt in Staelscher Hof).

## Baubeschreibung

### Äußeres

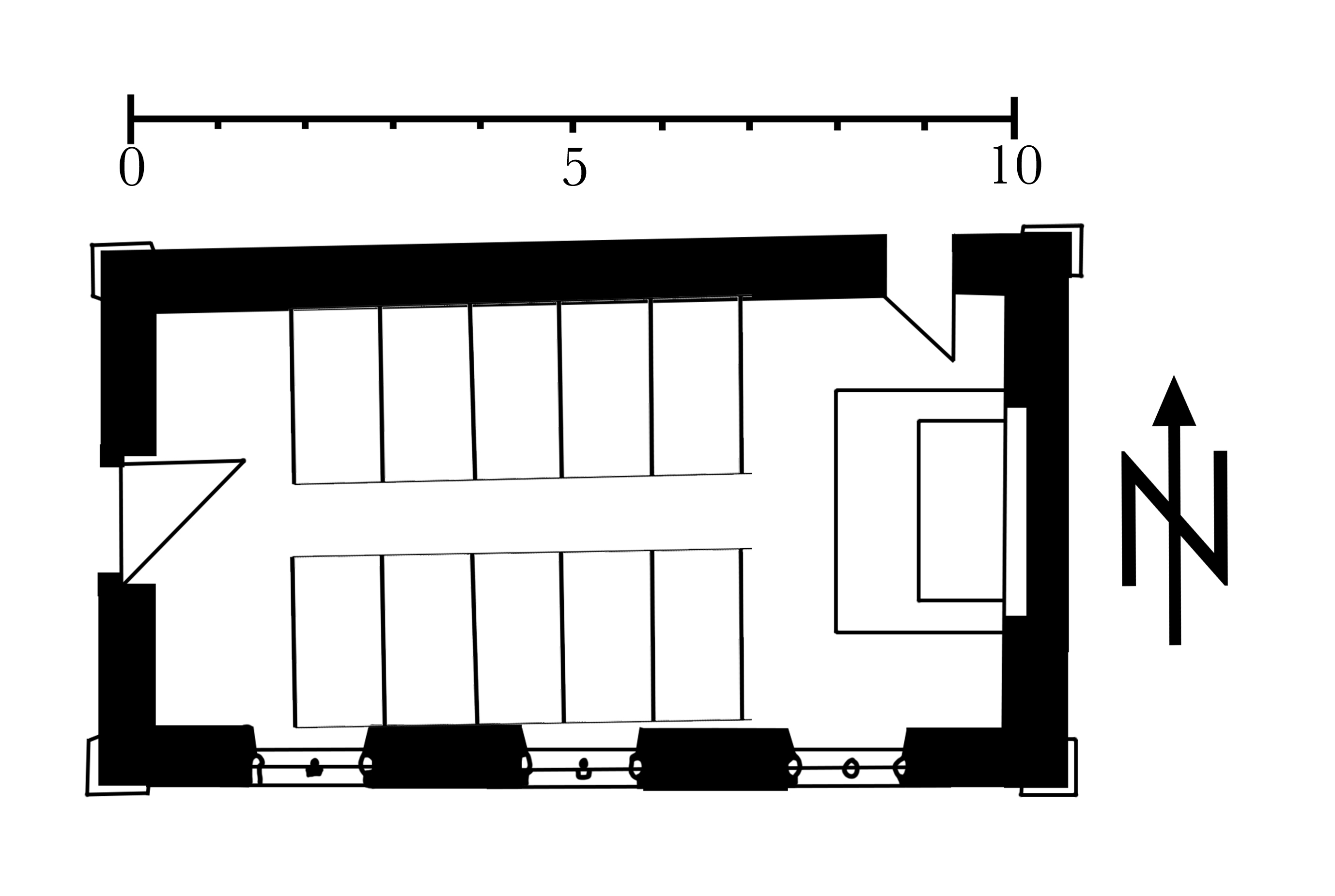
Genordeter Grundriss der Bönekerskapelle, Rheine

Der recht kleine Eckbau erstreckt sich auf einer Grundfläche von nur 11,3 m × 5,85 m, hat eine Traufenhöhe von 5,65 m und eine Firsthöhe von 9,50 m. Der Turm in Form eines Dachreiters ragt 16,75 in die Höhe und ist bekrönt von einem Caravaca-Kreuz. Die Schauseite nach Westen zeigt ein einfaches Portal mit Rundbogenabschluss in der Formensprache der Renaissance, darüber ein Rundfenster und hoch unter der Giebelspitze eine Uhrscheibe. Die Fassadenseiten werden mit durch Grobputz nachgeahmtem Bossenwerk und Seitenstaffeln am Giebelfuß strukturiert. Der darüber ragende Dachreiter zeigt mehr gotisches Formenspiel, ebenso die zur ehemaligen Stadtmauer weisende Südseite der Kapelle mit ihren spitzbogigen Maßwerkfenstern.
Die Lage der Kapelle am Staelscher Hof genannten Platz erlaubt es heute, die Westseite aus größerer Entfernung zu betrachten. Zur Zeit der Erbauung lag der Eingang zur Kirche an einer schmalen Gasse; direkt gegenüber dem Portal lag die Rückseite des Burgmannshofes Staelscher Hof, der zum Besitz des Stifters gehörte.

### Inneres

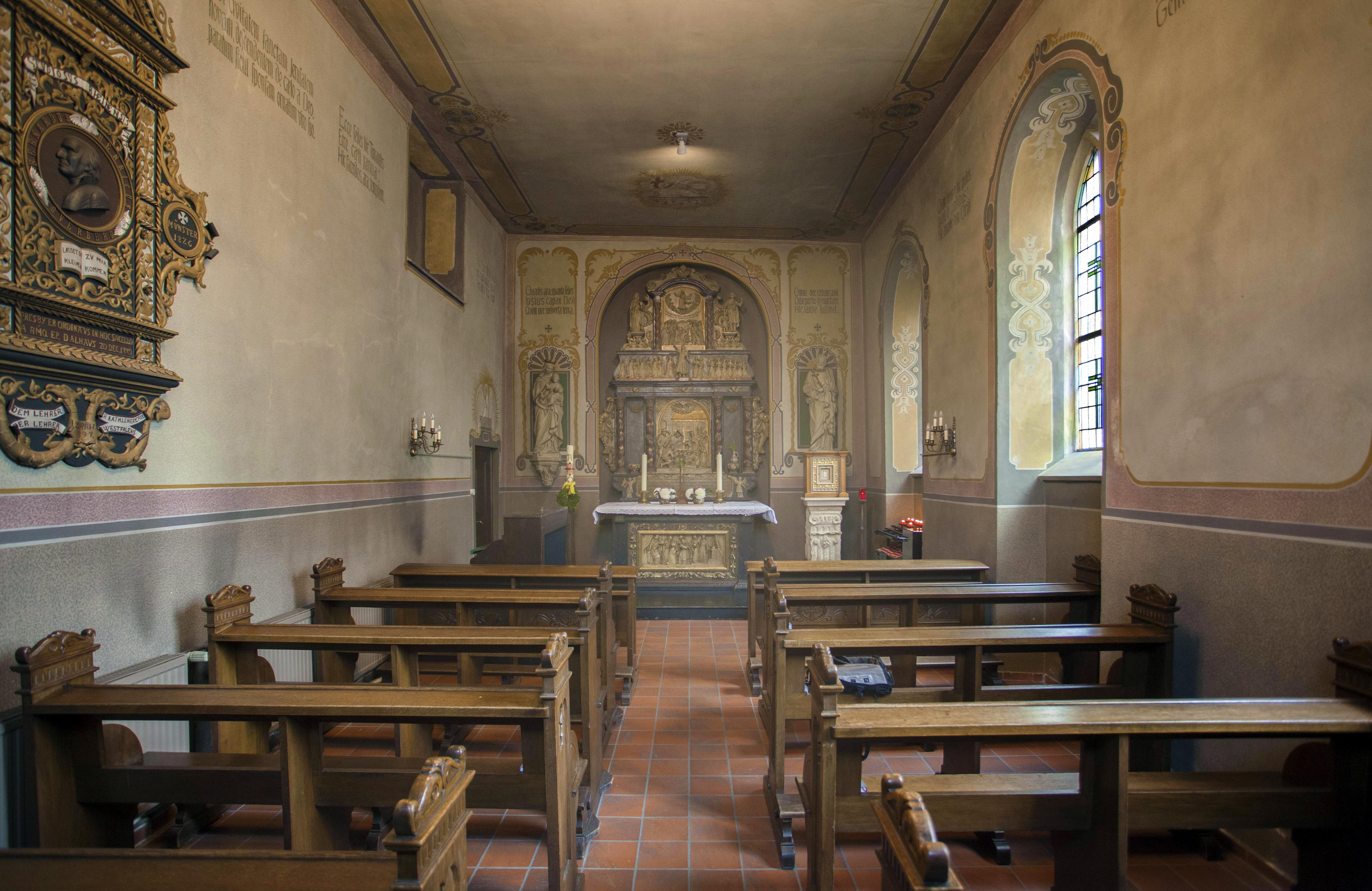
Innenansicht nach Osten zum Hauptaltar; links an der Wand das Overberg-Epitaph

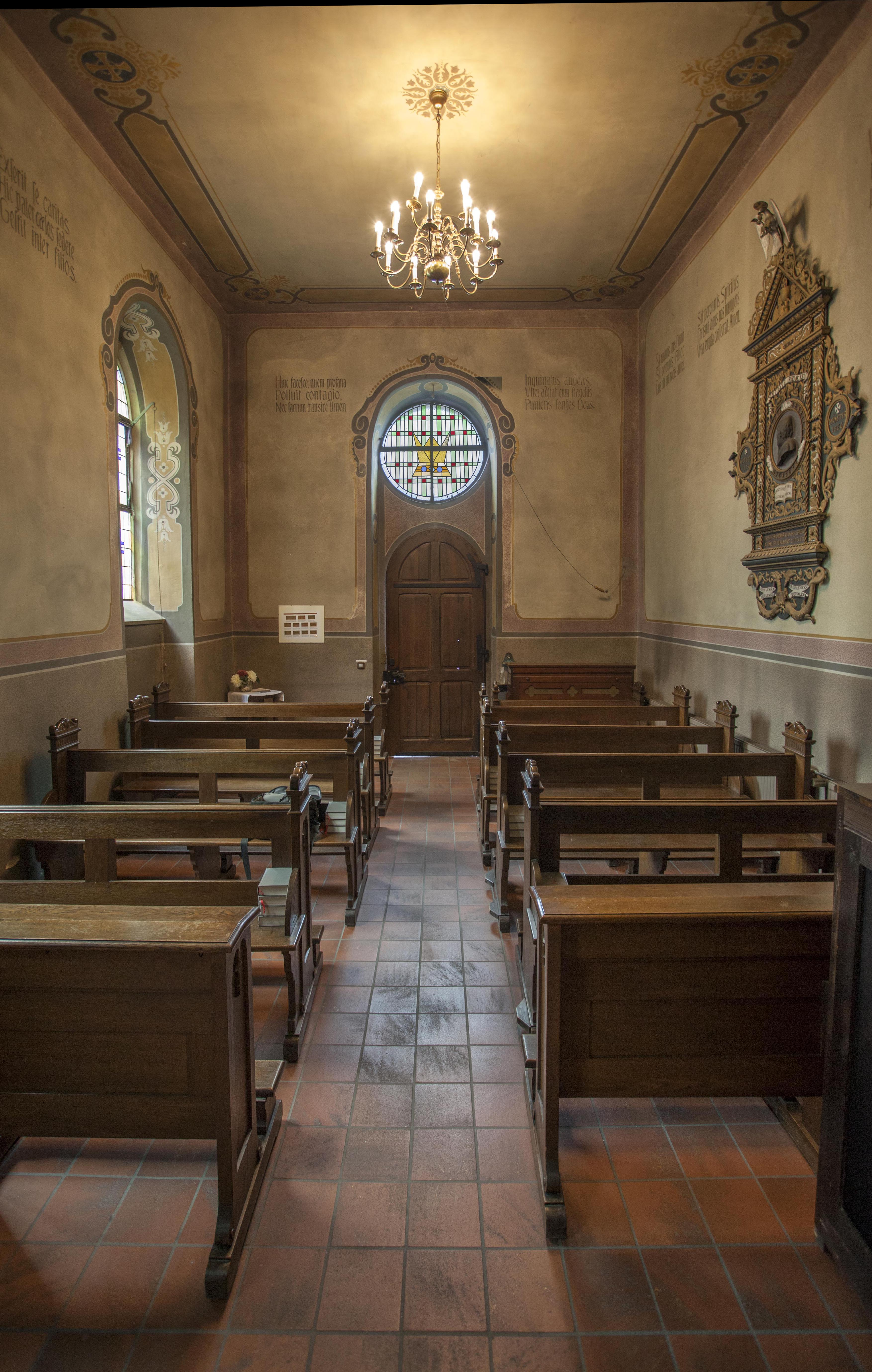
Blick nach Westen, vom Altar zum Hauptportal

Das architektonische Hauptgewicht liegt ganz und gar auf dem Äußeren, der Innenraum ist denkbar schlicht und schmucklos. Der kastenartige, einschiffige Saal findet seinen Haupteingang im Westen und einen weiteren Ein-/Ausgang, der ursprünglich einen direkten Zugang vom Hospital zur Kapelle ermöglichte, in der Nordwand auf Höhe des Hauptaltares. Die Altarnische im Osten stellt die einzige architektonische Raumgestaltung dar. Sie nimmt den großen Epitaphaltar von 1685 auf. Die Decke ist flach eingezogen und einfach verputzt. Ihre ursprüngliche Ausmalung in Renaissanceformen wurde im 20. Jahrhundert überstrichen und durch Jugendstil-Ornamentik in einer aus der Renaissance adaptieren Formensprache ersetzt.

## Ausstattung

### Übersicht
Aufgrund der bescheidenen Ausmaße des Gebäudes ist die Ausstattung (abgesehen von der Ausmalung) eher übersichtlich zu nennen. Die wenigen Ausstattungsobjekte (besonders der Epitaphaltar) jedoch stehen mit ihrer Opulenz im starken Kontrast zur ansonsten insgesamt überaus schlichten Innenraumgestaltung der Kapelle:

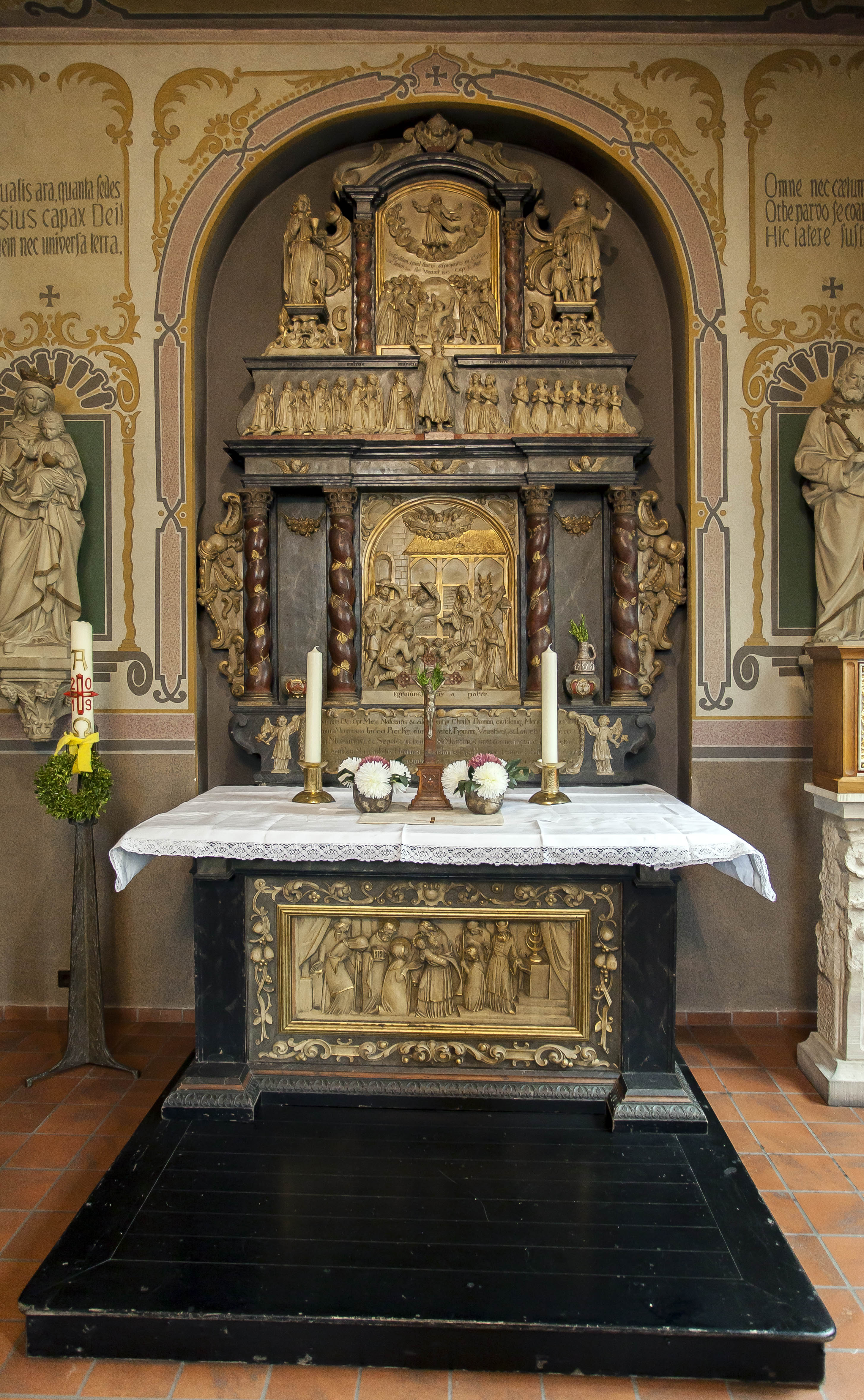
Der Epitaph-Altar von 1685
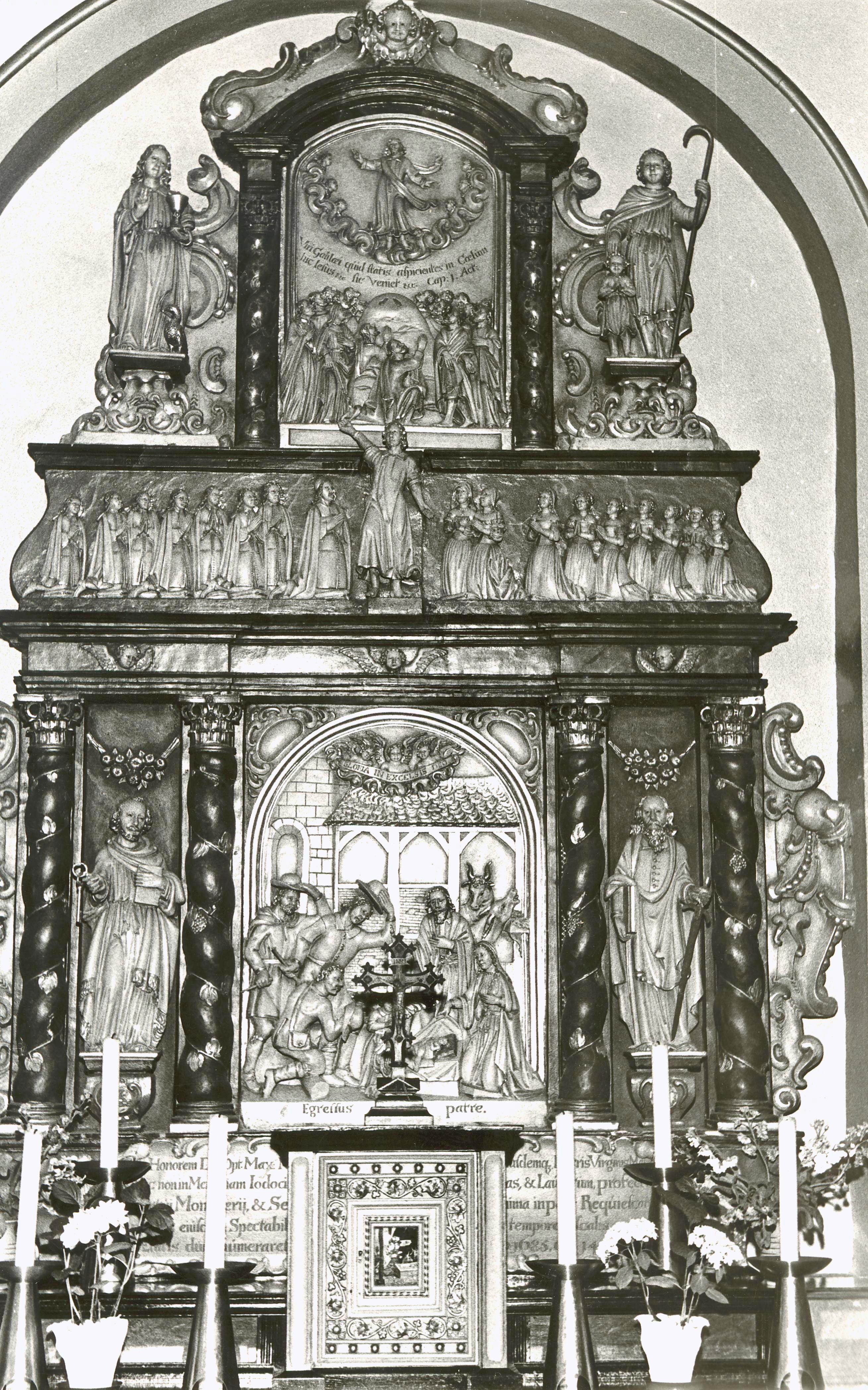
Der Epitaphaltar im Zustand vor 1980 (noch mit den Figuren von Petrus und Paulus neben dem Retabel)
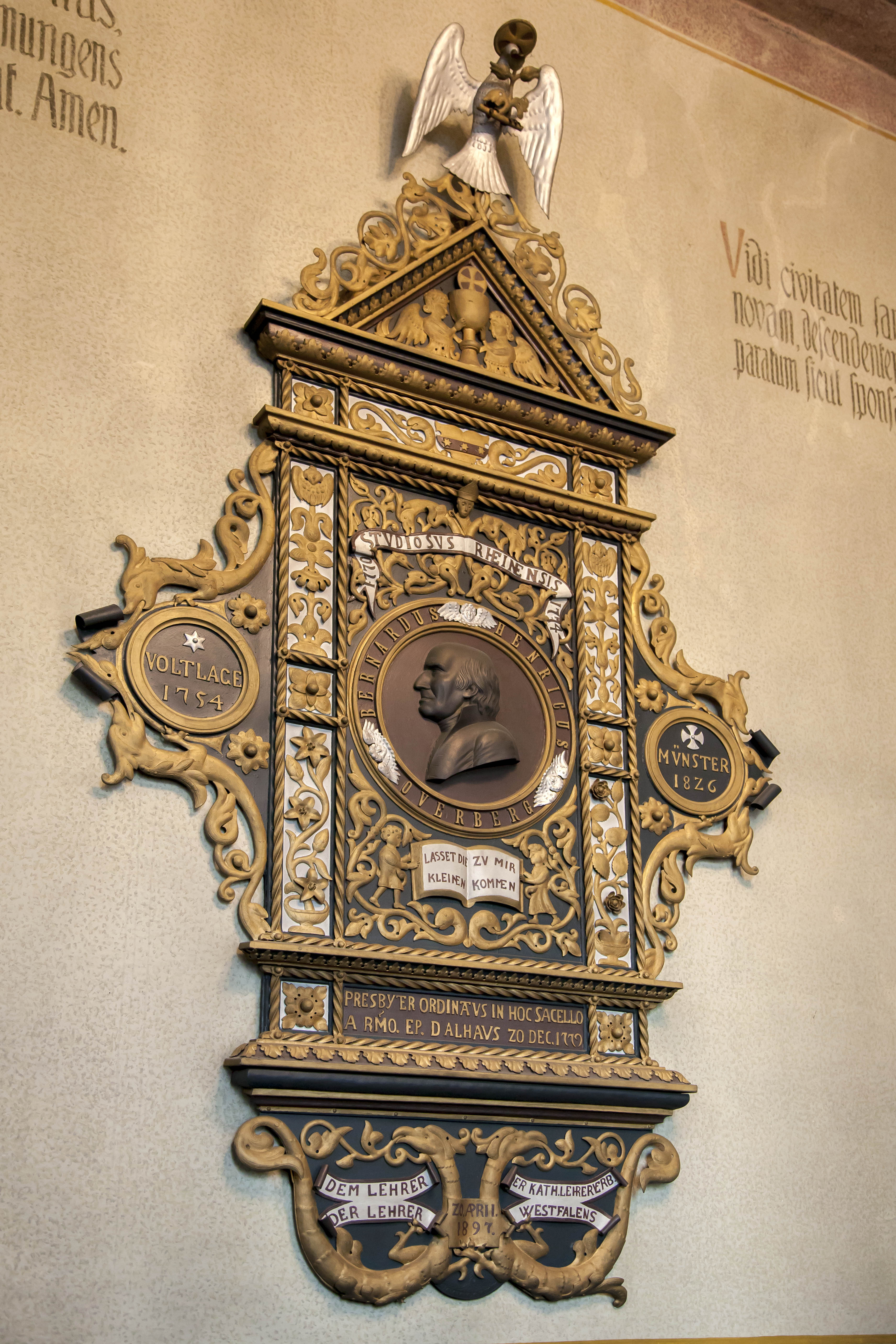
Das Overberg Epitaph von 1897
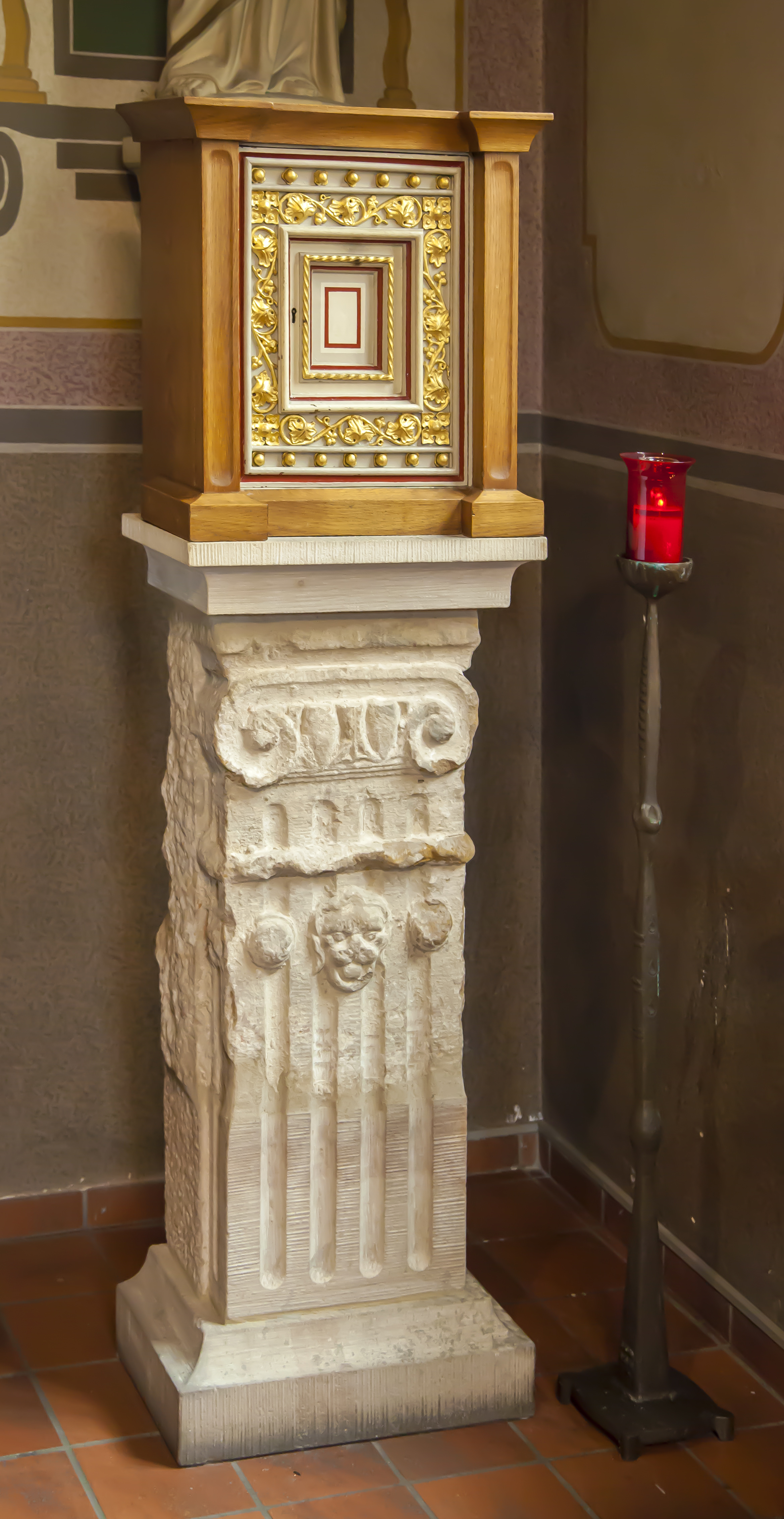
Der Tabernakel auf dem Pfeilerfragment
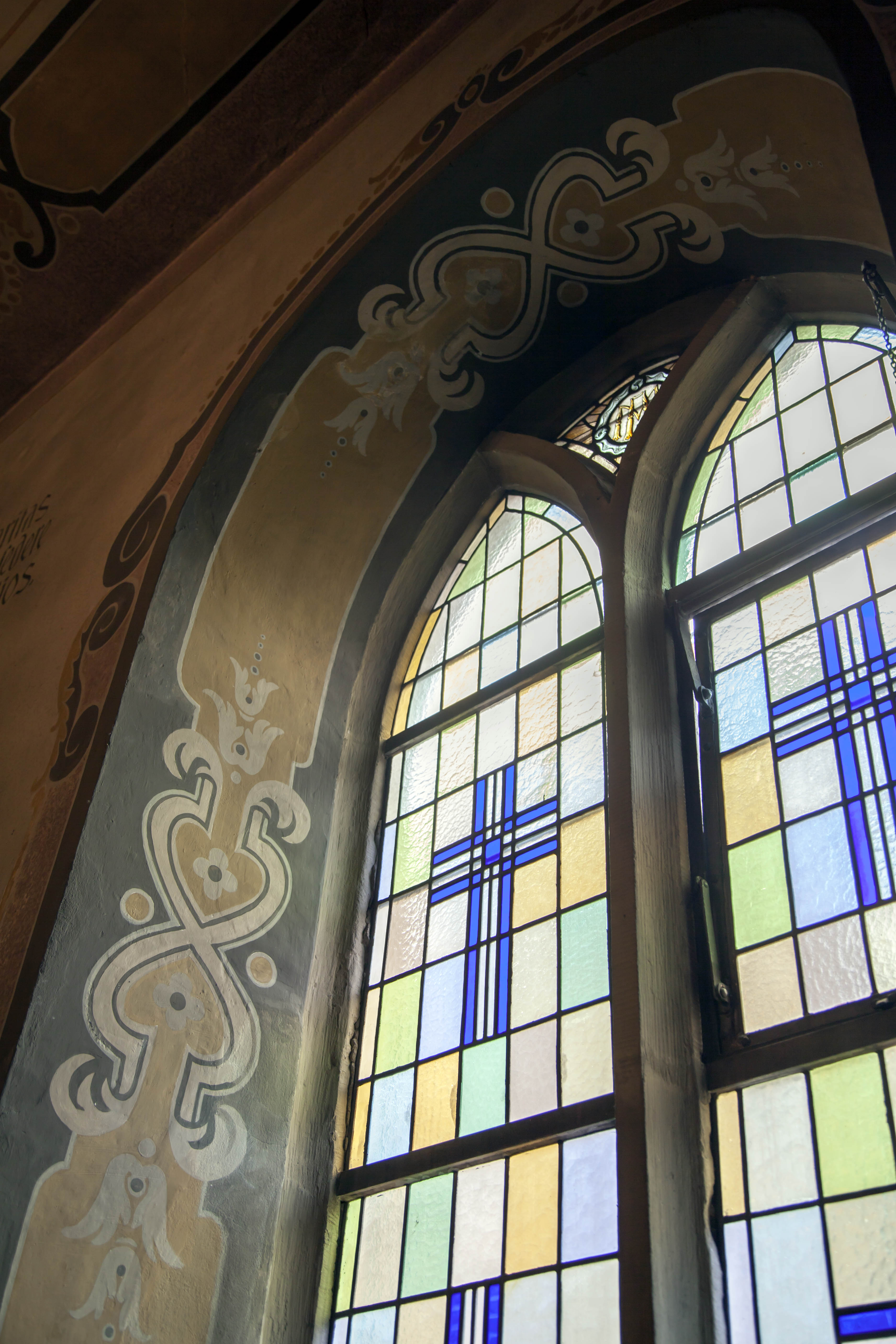
Fenster und Teile der Jugendstil-Bemalung
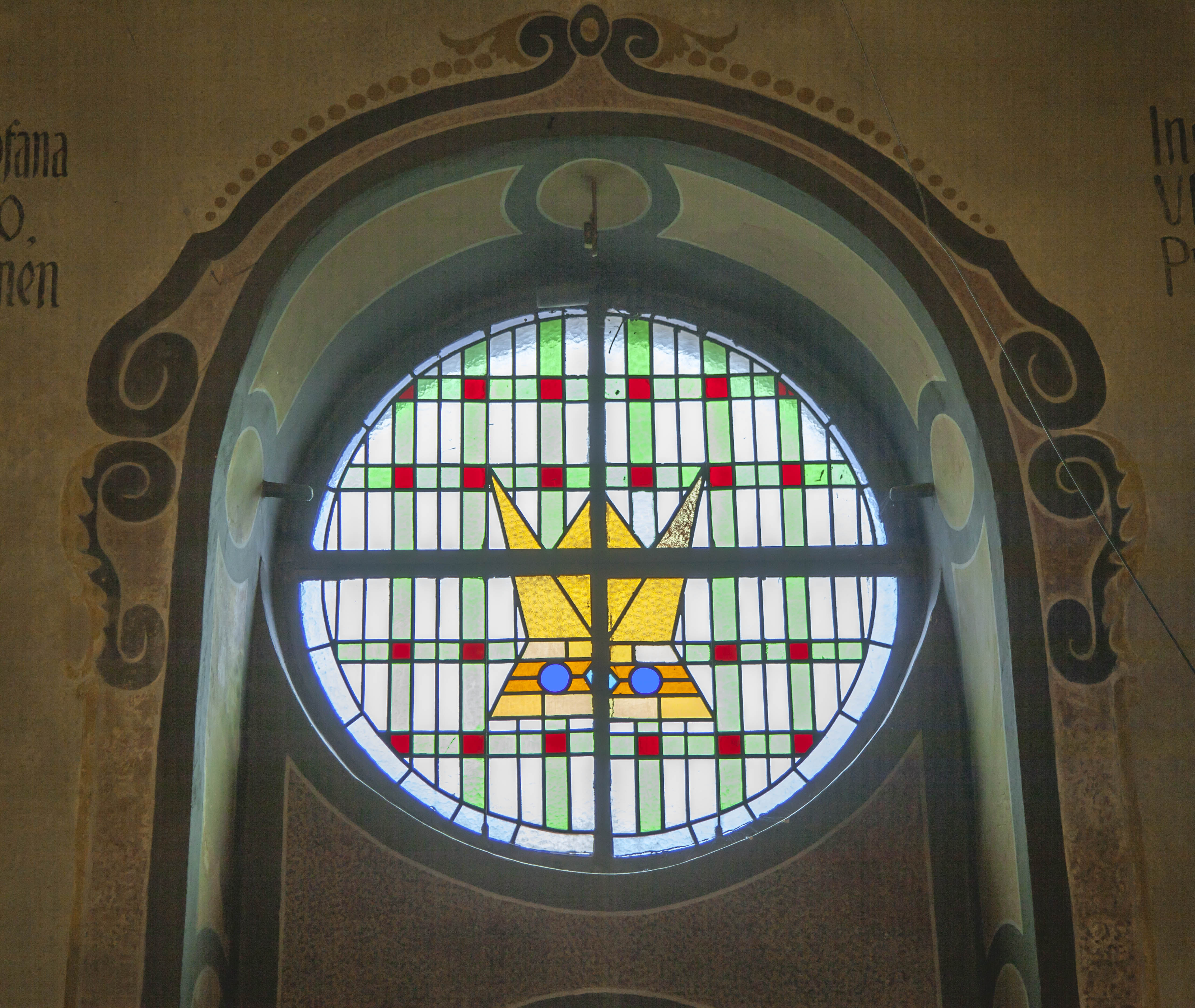
Das Rundfenster über dem Hauptportal

- Epitaph-Altar von Bernd Meyering (1631–1703), bezeichnet mit dem Entstehungsjahr 1685. Obwohl das Werk nicht signiert ist, so lässt es sich ihm doch durch Stilvergleich mit belegten Arbeiten des Meisters in z. B. Mesum oder Elte eindeutig zuordnen.
- Epitaph für den Theologen und Schulreformer Bernhard Overberg von 1897; bemaltes Metallrelief nach Entwurf von Theodor Appelmann (1858–1915);
- Pfeilerfragment, vermutlich von der 1680 gesprengten Burg Bevergern. Der Pfeiler wurde bei Renovierungsarbeiten im Jahr 1983 in der Ostwand der Kapelle gefunden. Er diente dort als Füllmaterial. Das Stück wird heute als Postament für den Tabernakel benutzt. Dieser war vormals Teil des Hochaltars und auf der Mensa in diesen integriert.
- Die einzigen größeren Fenster befinden sich in der Südwand, ein kleineres rundes über dem Portal. Alle Fenster zeigen schlichte Ornamentik mit Kreuz- und Kronensymbolen in (bis auf einige Details) blasser Farbigkeit. Sowohl Entstehungsjahr als auch Künstler und Werkstatt sind unbekannt[2]

### Der Epitaph-Altar
Das Kernstück der Inneneinrichtung, der Hauptaltar aus dem Jahr 1685, ist das Spätwerk des Bildhauers Bernd Meyering und gilt als seine reifste und beste Arbeit. Trotz seiner künstlerischen Qualität und raumbeherrschenden Wirkung wird dieser offensichtlich sehr kostspielige Altar in den Bauakten kaum genannt. Dies hat verschiedene Gründe, die alle für eine günstige Erstellung des Objektes sorgten:
- der Stipes, also der Unterbau wurde von den Bauhandwerkern einfach hochgemauert;
- als Mensa (Altarplatte) wurde die des alten Altares aus dem Vorgängerbau wiederbenutzt. Sie besteht aus dem bei Bildhauern der Region sehr beliebten Baumberger Sandstein;
- das Retabel, der kostbare Altaraufsatz aus Sandstein, ist die Stiftung eines Dietrich Recke († 1639). Dies wird aus einer ausführlichen Inschrift an dem Retabel deutlich. Er war Angehöriger des sog. Fiscal oder auch advocatus fisci pro interesse principalis, und somit Vertreter der Vermögensangelegenheiten des Fürstbischofs und einer der ranghöchsten Landesbeamten.

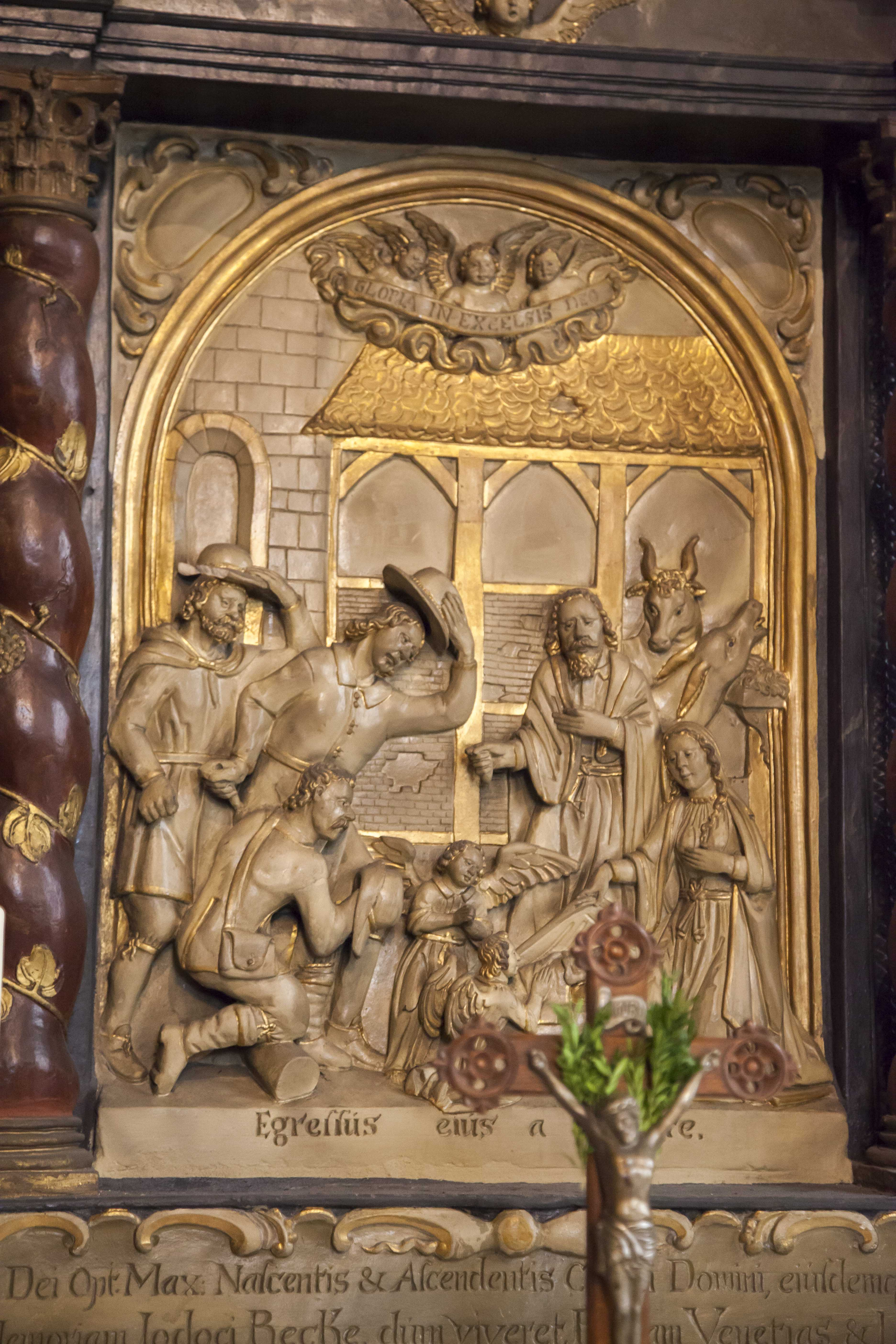
Menschwerdung (Christi Geburt)

Weder aus der Inschrift noch aus dem Bildprogramm des Altars wird eine thematische Anbindung an das Patronat der Kapelle deutlich. Allein der Zeitpunkt der Aufstellung des Werkes am Vorabend des Festes Mariä Himmelfahrt scheint sehr bewusst gewählt und bringt einen Bezug zum Patrozinium. Vielmehr ist das Werk Trost- und Hoffnungsbild für einerseits Lebende und Verstorbene der Stifterfamilie, andererseits aber auch für alle Bewohner des Hospitals, die vor dem Altar die Heilige Messe feierten.
Thema des Altars sind die ersten und letzten Dinge des menschlichen Lebens, dargestellt in Bild und Text. So zeigt das Hauptgeschoss über der Mensa in einem tiefengestaffelten Relief die Menschwerdung, also die Geburt Jesu Christi, vorbildhaft für den Beginn des menschlichen Lebens. Die historische und theologische Richtigkeit dieser Darstellung wurde von den zwei mittlerweile von ihrem Platz verschwundenen Assistenzfiguren links und rechts der Darstellung bezeugt: die Heiligen Petrus und Paulus, beide ebenfalls aus der Werkstatt des Bernhard Meyering (Petrus 1980 aus der Kapelle gestohlen, Paulus heute als Leihgabe im Falkenhof, dem stadthistorischen Museum sichergestellt).

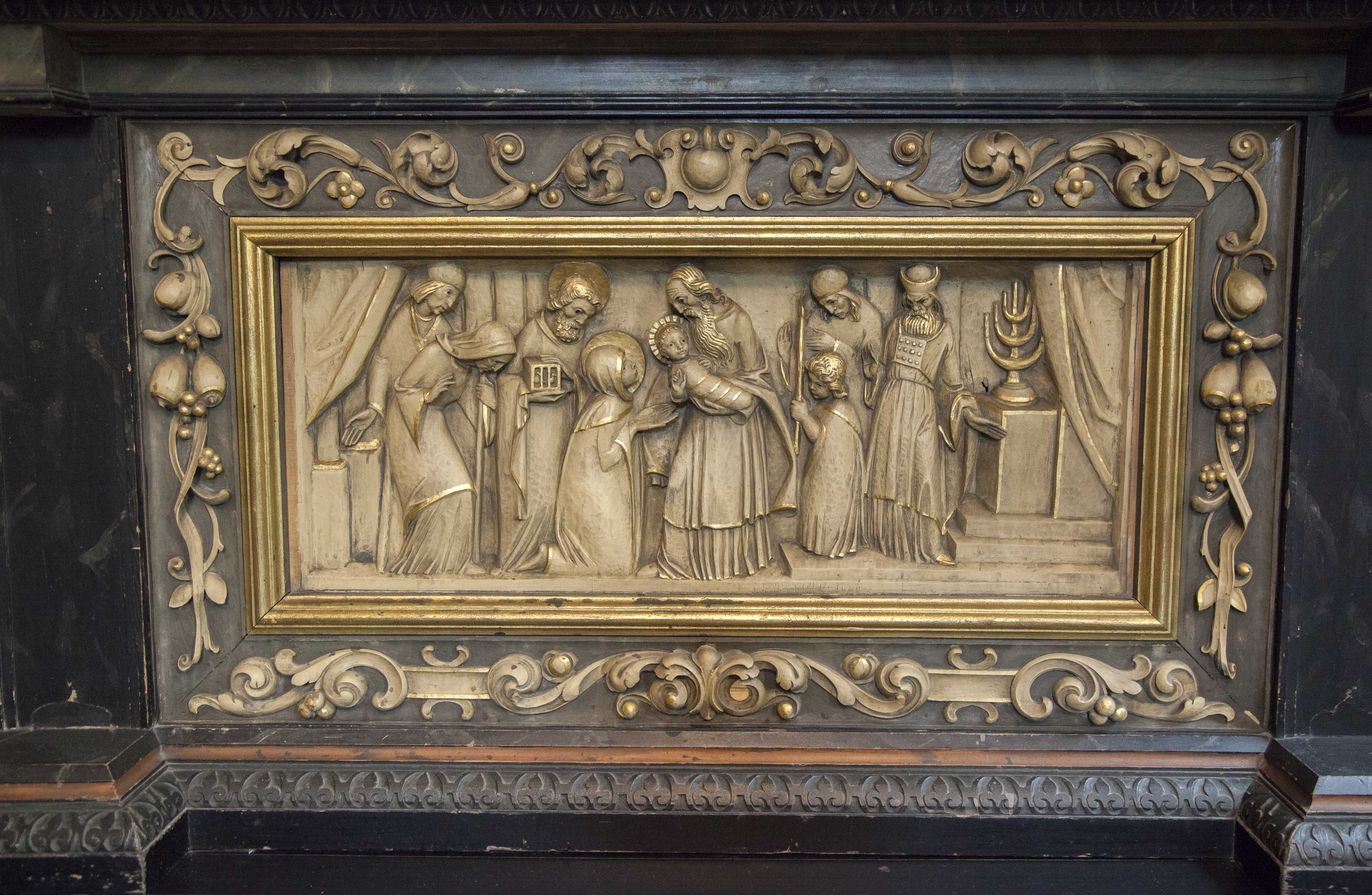
Darstellung des Herrn

Im Stipes ist die Darstellung des Herrn abgebildet. Mit dieser Begebenheit aus dem Leben Christi ist das Kind Gott übergeben und wird ab dem Zeitpunkt als sein Eigentum, als Kind Gottes, gesehen.

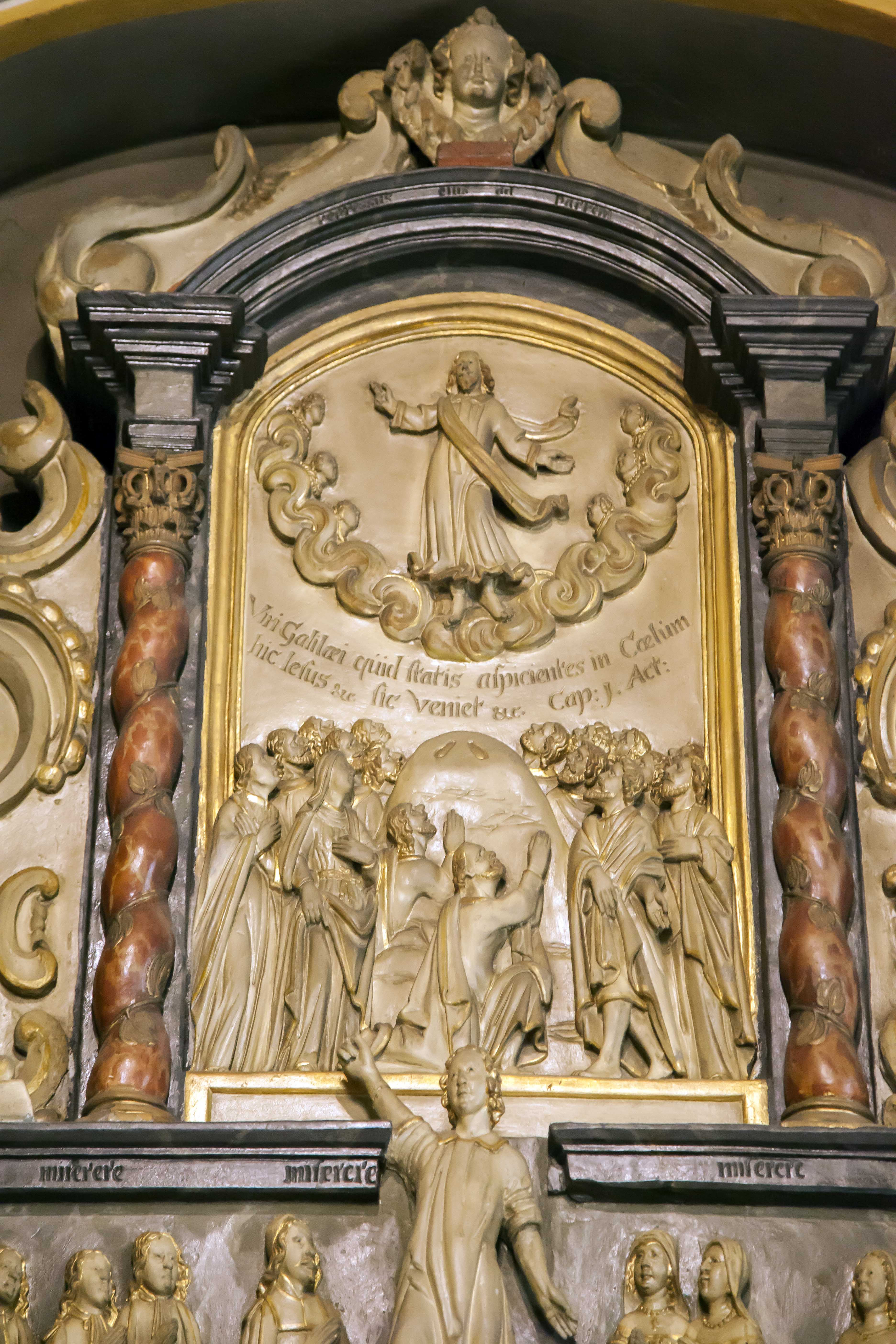
Himmelfahrt Christi

Im oberen Geschoss ist das Ende der Erdenzeit Jesu, seine Himmelfahrt dargestellt. Für den frommen Betrachter bedeutet dies eine Vergegenwärtigung seiner erhofften eigenen Aufnahme in das Reich Gottes am Ende seiner Tage. Rechts und links davon wieder als Zeugen des Geschehens fungierende Assistenzfiguren: der Evangelist Johannes und eine als Schutzengel identifizierte Figur.  Wiederum  wird das Relief von einem Begleit-Text kommentiert. Ob die Bewohner des Hospitals allerdings den in lateinischer Sprache verfassten Text entziffern konnten, ist zu bezweifeln. Da bedurfte es wohl der Übersetzung und Auslegung eines sprachkundigen Priesters. Es handelt sich um die Beschreibung der Himmelfahrt Christi aus der Apostelgeschichte des Lukas.

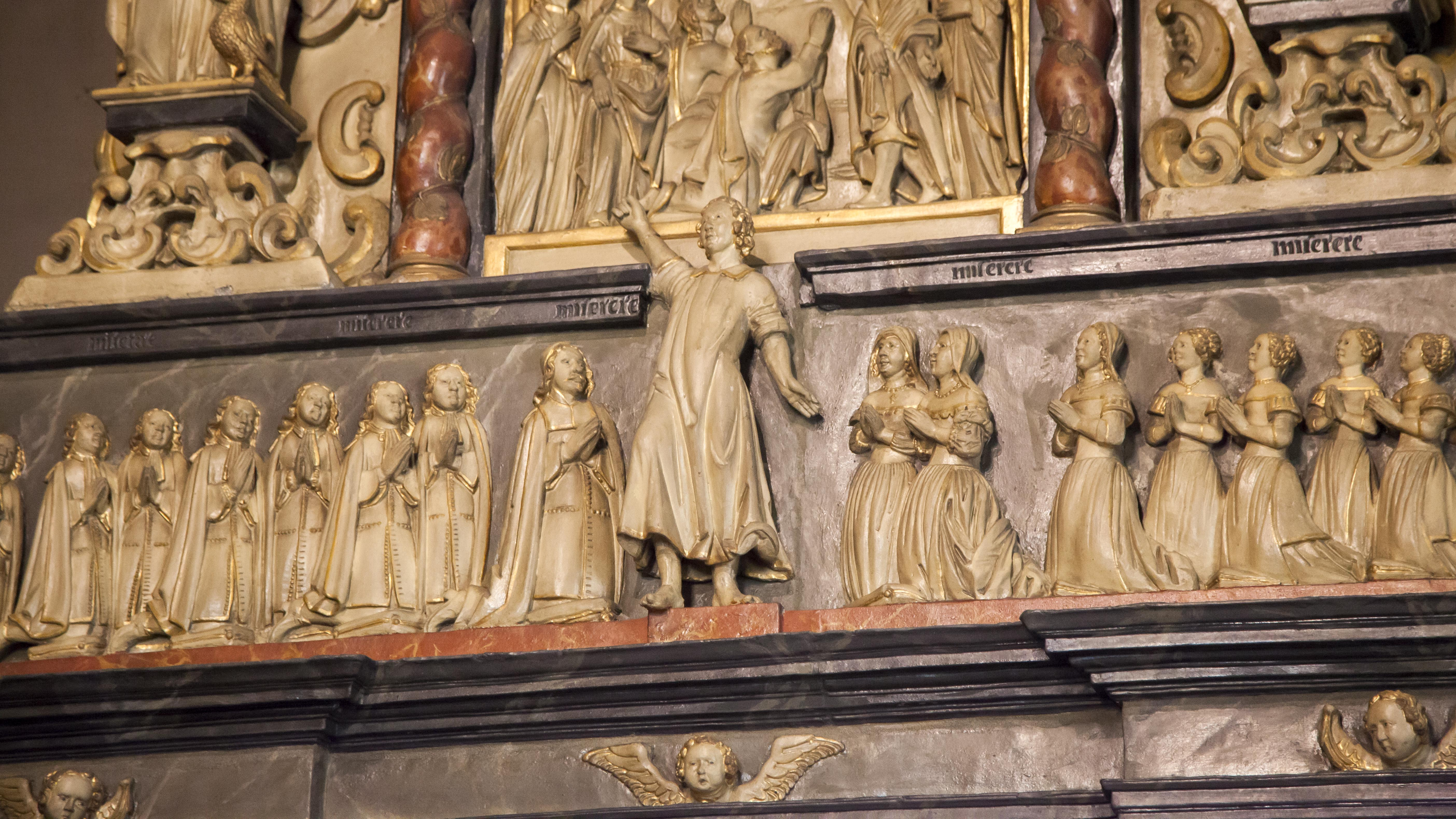
Die Stifterfamilie, in der Mitte stehend der verstorbene Sohn, links davon kniend der Stifter Dietrich Recke

Zwischen diesen zwei mit theologischen Botschaften aufgeladenen Geschossen hat sich der Stifter Dietrich Recke inklusive seiner ganzen Familie, bildlich gesehen in der Mitte des Lebens stehend (also zwischen irdischer Geburt und erhoffter Aufnahme in die Herrlichkeit Gottes), abbilden lassen: er selbst, seine verstorbene und seine zum Zeitpunkt der Stiftung aktuelle Frau, seine sieben Töchter und acht Söhne. Die zentrale Figur dieses Fries-artigen Zwischengeschosses ist aber nicht etwa der Stifter selbst, der sich als Wohltäter in Szene setzen will (er verharrt vielmehr demütig kniend, also in Bethaltung, gegenüber seine zwei Frauen in derselben Haltung), sondern sein bereits verstorbener Sohn Jodokus Recke nimmt die Mittelposition ein, als einziger stehend und scheinbar seine Familie tröstend und zum Geschehen im obersten Teil des Altars (der Himmelfahrt) verweisend. Ihm und seinem Gedenken ist, laut weiterer Inschriften, der Altar gewidmet. Somit ist die Stiftung nicht nur selbstlose Schenkung, sondern auch ganz eigennütziger Trost- und Hoffnungsspender für die eigene Familie.
Es ist möglich, dass sich außer dem genannten Stifter noch weitere Familien an der Finanzierung des aufwendigen Gedächtnis-Altars beteiligt haben. Das lassen weitere Wappenkartuschen an den Konsolen der beiden Apostelfürsten Petrus und Paulus vermuten.

### Das Overberg Epitaph

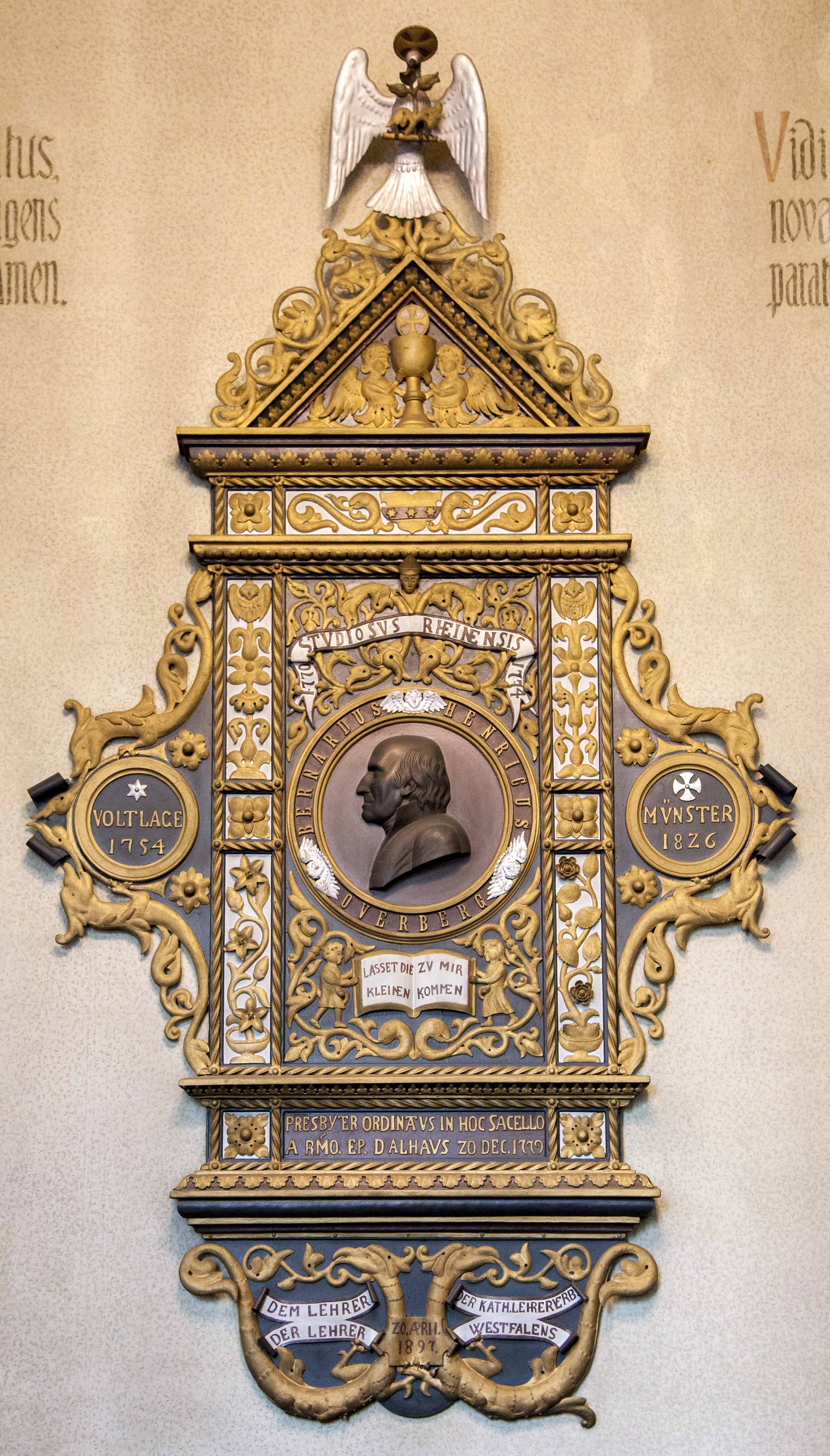
Das Overberg Epitaph von 1897

Im 18. Jahrhundert fanden in der Bönekerskapelle mehr als 6000 Weihehandlungen statt (so z. B. in den Jahren 1782–1794 allein 424 Subdiakon-Weihen, Spendung der Niederen Weihen an 392 Kandidaten und insgesamt ca. 1400 Priesterweihen). Dies kam, weil der als Weihbischof für die Diözesen Münster und Osnabrück bestellte  Wilhelm d’Ahlhaus (1716–1794) gleichzeitig als Prior des vor den Toren der Stadt in Bentlage liegenden Kreuzherrenklosters bestellt war. Er sah seine Aufgabe jedoch nicht ausschließlich in der Führung des Klosterbetriebes, sondern auch in seinem priesterlichen Auftrag als Hirte mit Seelsorgerfunktion innerhalb der Stadtmauern. Als Ort, um seine bischöflichen Tätigkeiten auszuüben, wählte er sich die Kapelle Beata Mariae Virginis, also die Bönekerskapelle. Einer der von ihm zum Priester geweihten Kandidaten war der aus Voltlage stammende Bernhard Overberg (1754–1826), der in Rheine schon das Franziskaner-Gymnasium besucht hatte. Er erlangte einige Berühmtheit als Reformer des Schulwesens und der Lehrerausbildung im Hochstift Münster.
Die Gedenktafel an der Nordwand erinnert an diesen mit der Stadtgeschichte Rheines eng verbundenen Mann, der respektvoll und voller Bewunderung der Lehrer der Lehrer genannt wurde. Sein Epitaph wurde im Jahr 1897 vom katholischen Lehrerverein gestiftet und von dem in Rheine tätigen Bildhauer Theodor Appelmann gestaltet, welcher zehn Jahre später einer der Hauptkünstler war, die mit der Ausstattung der imposanten St.-Antonius-Basilika auf der anderen Emsseite beauftragt waren. Das Epitaph passt in seiner Gestalt als vermeintliches Werk aus der Renaissancezeit sowohl zum Hauptaltar von Meyering als auch zur Jugendstil-Ausmalung der Kapelle, ebenfalls in der Anmutung eines Renaissancewerkes.

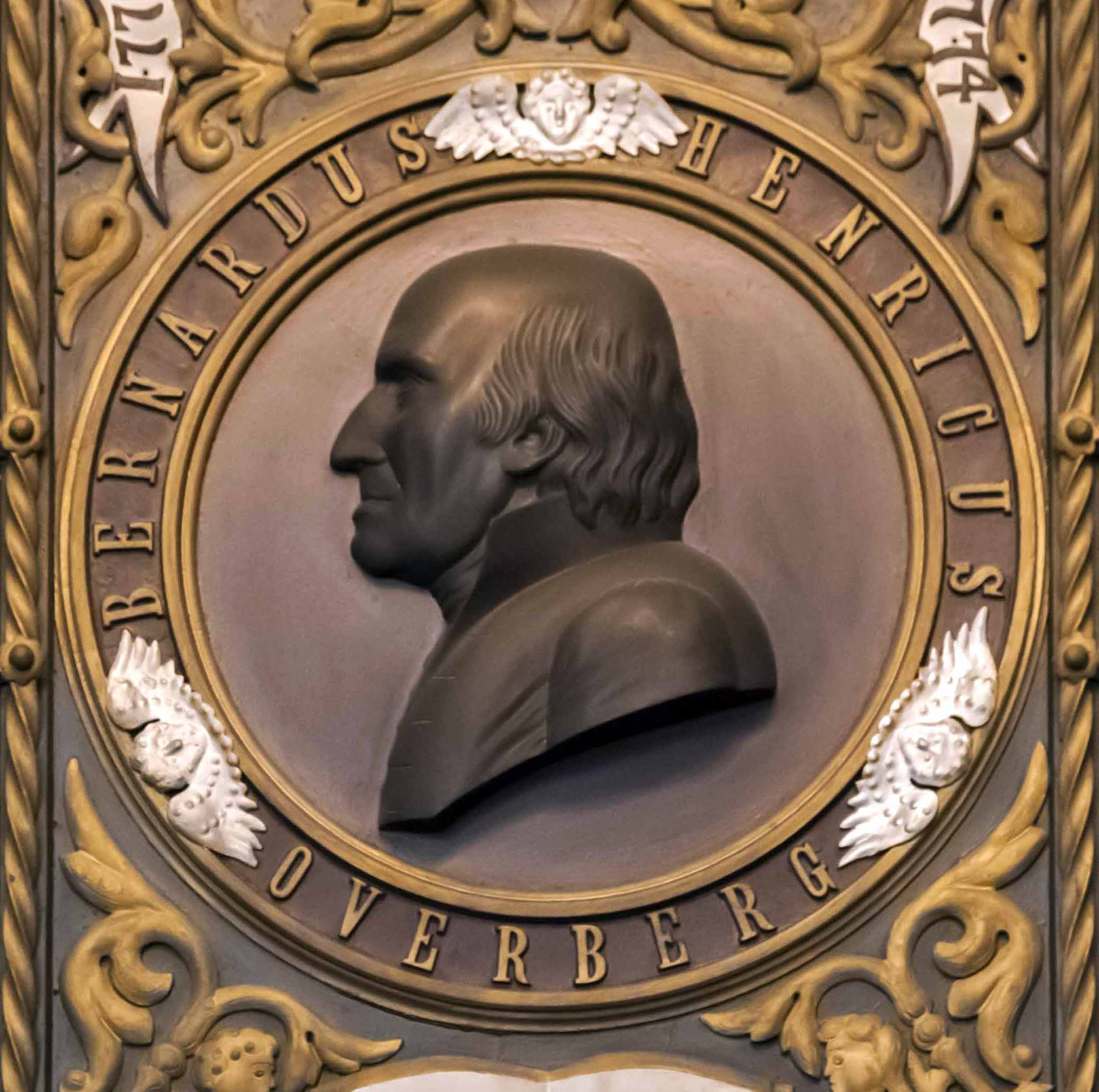
Porträt des Bernhard Overberg

Das Objekt aus bemaltem Eisen hat die stattliche Größe von 262 cm × 155 cm (Höhe × Breite). Es wurde gefertigt vom ebenfalls in Rheine tätigen Kunstschmiede-Meister Wilhelm Holtkamp († 1922). Auch er wirkte mit am Bau der Antonius Basilika: in seiner Werkstatt entstand das große Kreuz, welches den gewaltigen Turm der Kirche bekrönt. Die Arbeit Appelmanns zeigt Bernhard Overberg im Profil in einer runden Kartusche im Zentrum des Werkes, untertitelt mit dem Spruch „Lasset die Kleinen zu mir kommen“, geschrieben in einem offenen Buch. In Voluten zur Linken und Rechten sind die Lebensdaten Overbergs, ebenfalls in kleineren runden Kartuschen, zu sehen und an der Unterkante die Widmung „DEM LEHRER DER LEHRER“; als Stifter DER KATH.LEHRERVERB.WESTFALENS und die Jahreszahl der Stiftung des Epitaphs 1897. Alles wird umgeben von Rankenwerk in Renaissance-Formen und abgeschlossen mit einem Dreiecksgiebel, der einen Kelch umschließt, gehalten von zwei Engeln, wiederum bekrönt von einer bekreuzten Hostie. Zu alleroberst, als Abschluss, die Darstellung des Heiligen Geistes in der Gestalt einer Taube.

## Der Baumeister
Obwohl in den Bauakten jeder der beteiligten Handwerker und Künstler aufgeführt ist, gibt es keine Quelle, die den Namen des Baumeisters nennt. Jedoch gibt es eine nahe liegende Vermutung, die sich aus der Baugestaltung glaubhaft ableiten lässt.
Das Haupt-Ausstattungsstück ist zweifelsfrei der Epitaph-Altar von Bernd Meyering. Dieser Bildhauer arbeitete bekanntermaßen auch als Steinmetz und war z. B. maßgeblich an der Errichtung und Ausstattung der (in einigen Gestaltungsmerkmalen sehr ähnlichen) Pfarrkirche St. Ludgerus in Elte beteiligt. Auch diese Dorfkirche gilt übrigens als Beispiel der sog. Nachgotik. In der Bönekerskapelle dominiert der Altar den Bau in solchem Maße, dass alle Proportionen der Kapelle von ihm abgeleitet scheinen und dass (als Summe der stilistischen Merkmale und der Tatsache, dass der planende Architekt den Innenraum vollständig als Bühne für eben diesen Altar benutzt), die Vermutung nahe liegt, dass Meyering nicht nur Ausstatter, sondern auch Baumeister der Kapelle gewesen sein könnte.